# Stadtbaum

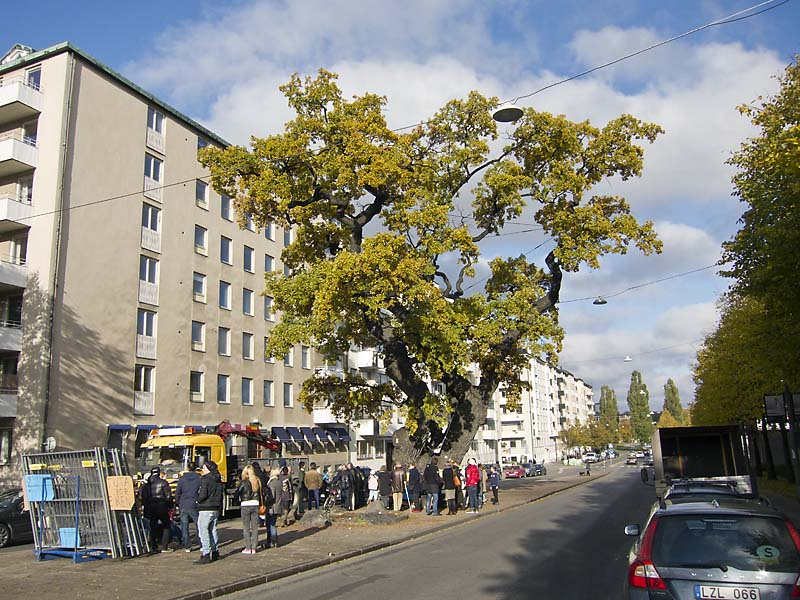
Eine Eiche in Stockholm

Unter einem Stadtbaum versteht man einen Baum, der im städtischen Raum eine besondere Funktion erfüllt, etwa durch eine Raumbildung, Schaffung eines bestimmten Mikroklimas oder Bildung eines Biotops.
Stadtbaum ist ein topografischer Begriff, dessen Bestimmungswort den Lebensraum (Stadt) benennt und dessen Grundwort ein botanischer Allgemeinbegriff (Baum) ist. Wortbildungen der gleichen Kategorie sind zum Beispiel Parkbaum, Wiesenblume, Balkonpflanze oder das sprichwörtliche Mauerblümchen (nicht zu verwechseln mit den gleich gebildeten botanischen und zoologischen Namen wie Seerose, Sumpfdotterblume, Alpendohle etc.) 
Die langlebigen Bäume bilden einen Gegensatz zur schnelllebigen Stadt. Sie haben darum oft einen schweren Stand. Generell sind sie ein Gradmesser der Lebensqualität in ihrem Umfeld. Wenige oder keine alten Exemplare etwa lassen auf ungünstige Bedingungen schließen; viele gesunde alte Bäume sprechen dagegen für günstige Lebensbedingungen in der Stadt.
Im Interessenkonflikt zwischen der Nützlichkeit der Stadtbäume (Luftfilter, Lärmschutz, Sauerstoffproduktion, Imagefaktor etc.) und praktischen Erfordernissen (Stadtplanung, Licht, Sicht, Sicherheit etc.) sind die Bäume meist in den Stadtpark oder Stadtwald „ausgewiesen“ und dort konzentriert worden.
Doch beginnt sich eine erneute Aufmerksamkeit der Stadtplaner für Bäume im Straßenraum abzuzeichnen. Dafür gibt es Ursachen:
Als erstes ist eine wachsende Sensibilisierung von Öffentlichkeit, Politik und auch der stadtplanerischen Fachwelt für die Umweltproblematik der Städte zu nennen, von der die Stadtbäume profitieren können. Insbesondere die Feinstoffrichtlinien der EU geben Anlass, den Stadtbäumen größere Aufmerksamkeit zu schenken. Neue Studien im Rahmen des europäischen Forschungsprojekts Benefit of Urban Green Space (BUGS) haben belegt, dass Bäume effizient zur Reduzierung der Feinstoffmenge beitragen. Da die Feinstoffrichtlinien in mehreren europäischen Städten bereits dazu geführt haben, dass umfangreiche und stark emissionsträchtige Bauprojekte stillgelegt werden mussten, besteht nun auch ein Investoren-Interesse an Maßnahmen zur Senkung der Feinstoffmenge, was die Chancen für Stadtbäume vergrößert. 
Als zweites ist eine wachsende Vorliebe von Wohnungssuchenden für Grün in unmittelbarer Nähe der Wohnung zu nennen. Untersuchungen über die Motive der Wohnungswahl ergeben immer wieder für Grün und Naturnähe die erste Priorität. Vor diesem Hintergrund ist auch die Tendenz bei einigen Stadtplanern zu verstehen, selbst die verdichtete Stadt programmatisch als eine Form von Natur zu erklären und von Biotope City zu sprechen. Bäume gehören in den verdichteten Städten zu den wenigen kostengünstigen Möglichkeiten, mehr Grün zu generieren. Stadtbäume erweisen sich damit als wertsteigernde Faktoren auf dem Wohnungsmarkt. Man kann also durchaus mutmaßen, dass der Stadtbaum in der Zukunft wieder eine größere Rolle spielen wird.
Eine Studie der Eidgenössischen Forschungsanstalt für Wald, Schnee und Landschaft zeigt, dass Stadtbäume ein potentielles Einfallstor für Waldschädlinge und Waldkrankheiten sein können.